# A San Francisco utcáin epizódjainak listája
Ez a cikk a San Francisco utcáin című sorozat epizódjait tartalmazza.

## Évados áttekintés
| Évad | Évad | Epizódok | Eredeti sugárzás     | Eredeti sugárzás  | Eredeti adó |
| Évad | Évad | Epizódok | Évadpremier          | Évadfinálé        | Eredeti adó |
| ---- | ---- | -------- | -------------------- | ----------------- | ----------- |
|      | 1    | 26       | 1972. szeptember 23. | 1973. április 12. | ABC         |
|      | 2    | 23       | 1973. szeptember 13. | 1974. március 14. | ABC         |
|      | 3    | 23       | 1974. szeptember 12. | 1975. március 13. | ABC         |
|      | 4    | 23       | 1975. szeptember 11. | 1976. március 18. | ABC         |
|      | 5    | 24       | 1976. szeptember 30. | 1977. június 9.   | ABC         |

## Pilot film (1972)
| Sor. | Év. | Cím                          | Rendező        | Író         | Premier              |
| ---- | --- | ---------------------------- | -------------- | ----------- | -------------------- |
| 1.   | 1.  | The Streets of San Francisco | Walter Grauman | Edward Hume | 1972. szeptember 16. |

## 1. évad (1972-1973)
| Sor. | Év. | Cím                                                                      | Rendező             | Író                                                                                | Premier                                                                  | Gyártási szám |
| ---- | --- | ------------------------------------------------------------------------ | ------------------- | ---------------------------------------------------------------------------------- | ------------------------------------------------------------------------ | ------------- |
| 1.   | 1.  | A harminc évi szolgálatért / Harmincévi szolgálat (The Thirty-Year Pin)  | Bernard L. Kowalski | Robert Lewin                                                                       | 1972. szeptember 23. 1979. április 7. 2002. július 15.                   | 1             |
| 2.   | 2.  | Az örökkévalóság első napja (The First Day of Forever)                   | Walter Grauman      | Robert W. Lenski                                                                   | 1972. szeptember 30. 2002. július 22.                                    | 5             |
| 3.   | 3.  | 45 percnyire hazulról / Negyvenöt percre hazulról (45 Minutes from Home) | Walter Grauman      | Robert I. Holt                                                                     | 1972. október 7. 1980. január 24. 2002. július 16.                       | 2             |
| 4.   | 4.  | Kinek a kisfia vagy? (Whose Little Boy Are You?)                         | Walter Grauman      | Történet: Donn Mullally Tévéjáték: Cliff Gould                                     | 1972. október 14. 2002. július 25.                                       | 8             |
| 5.   | 5.  | Az öröklét tornya (Tower Beyond Tragedy)                                 | Walter Grauman      | Morton S. Fine                                                                     | 1972. október 28. 1981. juniús 27. 2002. július 23.                      | 6             |
| 6.   | 6.  | A tükörterem (Hall of Mirrors)                                           | Arthur H. Nadel     | Walter Black                                                                       | 1972. november 4. 2002. július 18.                                       | 4             |
| 7.   | 7.  | Versenyben az idővel (Timelock)                                          | Robert Douglas      | Történet: Charles McDaniel Tévéjáték: Charles McDaniel, Cliff Gould és John Wilder | 1972. november 11. 2002. július 30.                                      | 10            |
| 8.   | 8.  | Az emberáradatban (In the Midst of Strangers)                            | Robert Douglas      | Del Reisman                                                                        | 1972. november 25. 1980. február 2. 2002. július 17.                     | 3             |
| 9.   | 9.  | A szirének (The Takers)                                                  | Arthur H. Nadel     | Guerdon Trueblood, Cliff Gould és John Wilder                                      | 1972. december 2. 1979. október 7. 2002. július 31.                      | 11            |
| 10.  | 10. | Sáskajárás (The Year of the Locusts)                                     | Arthur H. Nadel     | Theodore J. Flicker                                                                | 1972. december 9. 1991. augusztus 12. 2002. augusztus 7.                 | 15            |
| 11.  | 11. | A golyó (The Bullet)                                                     | Walter Grauman      | Történet: Barry Trivers Tévéjáték: Barry Trivers, Cliff Gould és John Wilder       | 1972. december 16. 1978. december 26. 2002. augusztus 6.                 | 14            |
| 12.  | 12. | A keserű bor (Bitter Wine)                                               | Christian Nyby      | Történet: Hal Sitowitz Tévéjáték: Hal Sitowitz és John Wilder                      | 1972. december 23. 1981. július 8. 2002. július 24.                      | 7             |
| 13.  | 13. | Pisztráng a tejben (A Trout in the Milk)                                 | Lawrence Dobkin     | Robert M. Young                                                                    | 1973. január 6. 2002. július 29.                                         | 9             |
| 14.  | 14. | A halálőrség (Deathwatch)                                                | Walter Grauman      | Történet: Harry Kronman Tévéjáték: Harry Kronman, John Groves és Cliff Gould       | 1973. január 13. 1981. december 6. 2002. augusztus 13.                   | 18            |
| 15.  | 15. | Baráti kötelesség (Act of Duty)                                          | Lawrence Dobkin     | Robert M. Young                                                                    | 1973. január 18. 2002. augusztus 12.                                     | 17            |
| 16.  | 16. | A csapda (The Set-up)                                                    | George McCowan      | Douglas Roberts                                                                    | 1973. január 25. 1980. április 13. 1990. november 12. 2002. augusztus 5. | 13            |
| 17.  | 17. | A gyűjtemény (A Collection of Eagles)                                    | Walter Grauman      | Robert I. Holt                                                                     | 1973. február 1. 1982. május 27. 2002. augusztus 1.                      | 12            |
| 18.  | 18. | Szoba remek kilátással (A Room With a View)                              | Walter Grauman      | Del Reisman                                                                        | 1973. február 8. 1980. december 11. 2002. augusztus 8.                   | 16            |
| 19.  | 19. | Lapzárta (Deadline)                                                      | Seymour Robbie      | David Friedkin                                                                     | 1973. február 15. 2002. augusztus 21.                                    | 21            |
| 20.  | 20. | A kígyó nyomában (Trail of the Serpent)                                  | John Badham         | Cliff Gould és John Wilder                                                         | 1973. február 22. 1991. január 7. 2002. augusztus 22.                    | 22            |
| 21.  | 21. | A titokzatos ház (The House on Hyde Street)                              | Walter Grauman      | Történet: Cliff Osmond Tévéjáték: John Wilder                                      | 1973. március 1. 2002. augusztus 27.                                     | 24            |
| 22.  | 22. | Előjáték a bosszúhoz (Beyond Vengeance)                                  | Virgil W. Vogel     | Robert M. Young                                                                    | 1973. március 8. 2002. augusztus 28.                                     | 25            |
| 23.  | 23. | Albatrosz (The Albatross)                                                | Robert Day          | Történet: Cliff Gould Tévéjáték: Cliff Gould és John Wilder                        | 1973. március 15. 1990. december 3. 2002. augusztus 29.                  | 26            |
| 24.  | 24. | Összetört képmás (Shattered Image)                                       | Michael O'Herlihy   | Történet: Roland Wolpert és Jack Guss Tévéjáték: Guerdon Trueblood                 | 1973. március 22. 2002. augusztus 14.                                    | 19            |
| 25.  | 25. | Az egyszarvú (The Unicorn)                                               | Virgil W. Vogel     | Történet: Jerry Ziegman Tévéjáték: Jerry Ziegman és Mort Fine                      | 1973. április 5. 1991. június 12. 2002. augusztus 15.                    | 20            |
| 26.  | 26. | Elesettek légiója (Legion of the Lost)                                   | Robert Douglas      | Calvin Clements Jr.                                                                | 1973. április 12. 1991. február 4. 2002. augusztus 26.                   | 23            |

## 2. évad (1973-1974)
| Sor. | Év. | Cím                                                         | Rendező         | Író                                                      | Premier                                                 |
| ---- | --- | ----------------------------------------------------------- | --------------- | -------------------------------------------------------- | ------------------------------------------------------- |
| 27.  | 1.  | Értelmetlen halál (A Wrongful Death)                        | Don Medford     | Edward DeBlasio                                          | 1973. szeptember 13.                                    |
| 28.  | 2.  | Elárulva (Betrayed)                                         | William Hale    | Mark Weingart                                            | 1973. szeptember 20. 1982. július 13.                   |
| 29.  | 3.  | Legyen meg a te akaratod! (For the Love of God)             | Virgil W. Vogel | Rick Husky                                               | 1973. szeptember 27.                                    |
| 30.  | 4.  | Mielőtt meghalok (Before I Die)                             | William Hale    | Albert Ruben                                             | 1973. október 4. 1980. június 1.                        |
| 31.  | 5.  | Menekülés haza (Going Home)                                 | Robert Day      | Jack B. Sowards                                          | 1973. október 11. 1981. október 31.                     |
| 32.  | 6.  | A halál bélyege / A halált hozó bélyeg (The Stamp of Death) | Seymour Robbie  | Robert I. Holt                                           | 1973. október 18. 1981. szeptember 1. 1991. október 10. |
| 33.  | 7.  | Hárem (Harem)                                               | Virgil W. Vogel | John D.F. Black                                          | 1973. október 25. 1982. március 7.                      |
| 34.  | 8.  | Benjy nem kap kitüntetést (No Badge for Benjy)              | Seymour Robbie  | George Bellak                                            | 1973. november 1.                                       |
| 35.  | 9.  | A 24 karátos pestis (The Twenty-Four Karat Plague)          | Don Medford     | Történet: Robert Sherman Tévéjáték: Robert Malcolm Young | 1973. november 8.                                       |
| 36.  | 10. | A jelvény becsülete (Shield of Honor)                       | Eric Till       | D. C. Fontana                                            | 1973. november 15. 1991. szeptember 4.                  |
| 37.  | 11. | Áldozatok (The Victims)                                     | George McCowan  | Jerome Coopersmith                                       | 1973. november 29.                                      |
| 38.  | 12. | Szökevények (The Runaways)                                  | Seymour Robbie  | Robert Malcolm Young                                     | 1973. december 6.                                       |
| 39.  | 13. | Soha nem késő (Winterkill)                                  | Seymour Robbie  | Jack B. Sowards                                          | 1973. december 13.                                      |
| 40.  | 14. | A dzsungel törvényei (Most Feared in the Jungle)            | Robert Day      | Jerome Coopersmith                                       | 1973. december 20.                                      |
| 41.  | 15. | Felfüggesztve (Commitment)                                  | Richard Donner  | John D.F. Black                                          | 1974. január 3.                                         |
| 42.  | 16. | Elátkozott kápolna (Chapel of the Damned)                   | George McCowan  | Robert Schlitt                                           | 1974. január 17.                                        |
| 43.  | 17. | Blokád (Blockade)                                           | Virgil W. Vogel | Történet: Jack Morton Tévéjáték: James Menzies           | 1974. január 24.                                        |
| 44.  | 18. | Kereszttűz (Crossfire)                                      | William Hale    | Jerry McNeely                                            | 1974. január 31.                                        |
| 45.  | 19. | A bábjátékos (A String of Puppets)                          | Richard Donner  | Történet: James Scherer Tévéjáték: Mark Weingart         | 1974. február 7.                                        |
| 46.  | 20. | A lángoló pokol (Inferno)                                   | Virgil W. Vogel | James M. Miller                                          | 1974. február 14. 1981. április 8.                      |
| 47.  | 21. | Kettős kötelék (The Hard Breed)                             | Virgil W. Vogel | Történet: Ron Bishop Tévéjáték: Jim Byrnes               | 1974. február 21.                                       |
| 48.  | 22. | Fenegyerekek (Rampage)                                      | John Wilder     | Albert Ruben                                             | 1974. február 28. 1991. július 15.                      |
| 49.  | 23. | Előfizetés a halálra (Death and the Favored Few)            | Virgil W. Vogel | Gene L. Coon                                             | 1974. március 14.                                       |

## 3. évad (1974-1975)
| Sor. | Év. | Cím                                                             | Rendező            | Író                                                                       | Premier                                |
| ---- | --- | --------------------------------------------------------------- | ------------------ | ------------------------------------------------------------------------- | -------------------------------------- |
| 50.  | 1.  | Az utolsó lövés (One Last Shot)                                 | William Hale       | Jack B. Sowards                                                           | 1974. szeptember 12. 1982. június 8.   |
| 51.  | 2.  | A leghalálosabb fajták (The Most Deadly Species)                | Virgil W. Vogel    | Hesper Anderson                                                           | 1974. szeptember 19. 1982. április 12. |
| 52.  | 3.  | Vörös célpont (Target: Red)                                     | Barry Crane        | Rick Husky                                                                | 1974. szeptember 26.                   |
| 53.  | 4.  | A halál maszkja (Mask of Death)                                 | Harry Falk         | Robert Malcolm Young                                                      | 1974. október 3.                       |
| 54.  | 5.  | Szolgálatmegtagadók (I Ain't Marchin' Anymore)                  | Paul Stanley       | Albert Ruben                                                              | 1974. október 10.                      |
| 55.  | 6.  | Esély az életre (One Chance to Live)                            | Seymour Robbie     | David Friedkin                                                            | 1974. október 17.                      |
| 56.  | 7.  | Jacob és a fiú (Jacob's Boy)                                    | Harry Falk         | Paul Savage                                                               | 1974. október 24.                      |
| 57.  | 8.  | A rettegés órái (Flags of Terror)                               | Virgil W. Vogel    | Jerry Ziegman                                                             | 1974. október 31. 1991. március 4.     |
| 58.  | 9.  | Segélykiáltás (Cry Help!)                                       | Corey Allen        | Történet: Leonardo Bercovici Tévéjáték: Larry Brody és Leonardo Bercovici | 1974. november 7.                      |
| 59.  | 10. | Jóban és rosszban (For Good or Evil)                            | Michael Caffey     | Mort Fine                                                                 | 1974. november 14.                     |
| 60.  | 11. | Imposztor (Bird of Prey)                                        | Virgil W. Vogel    | Guerdon Trueblood                                                         | 1974. november 21.                     |
| 61.  | 12. | Engedély a gyilkosságra (Licence to Kill)                       | Virgil W. Vogel    | Történet: Robert Keith Tévéjáték: Don Balluck                             | 1974. december 5.                      |
| 62.  | 13. | A gyöngyháznyelű pisztoly (The Twenty-Five Caliber Plague)      | Virgil W. Vogel    | Tony Kayden és Michael Russnow                                            | 1974. december 12. 1982. június 24.    |
| 63.  | 14. | Mr. Senki (Mister Nobody)                                       | Corey Allen        | Robert Sherman                                                            | 1974. december 19.                     |
| 64.  | 15. | Hamis tanú (False Witness)                                      | Paul Stanley       | Mort Fine                                                                 | 1975. január 9.                        |
| 65.  | 16. | Levelek a sírból (Letters from the Grave)                       | Virgil W. Vogel    | Tom Cannan                                                                | 1975. január 16. 1982. november 25.    |
| 66.  | 17. | A végjáték (Endgame)                                            | Jerry Jameson      | Albert Ruben                                                              | 1975. január 23. 1982. szeptember 5.   |
| 67.  | 18. | Tízdolláros gyilkosság (Ten Dollar Murder)                      | William Hale       | D.C. Fontana                                                              | 1975. január 30.                       |
| 68.  | 19. | Charlie Blake beprogramozása (The Programming of Charlie Blake) | Nicholas Colasanto | Rick Blaine                                                               | 1975. február 6.                       |
| 69.  | 20. | A rettegés folyója / A félelem folyója (River of Fear)          | Michael Caffey     | Robert Malcolm Young                                                      | 1975. február 13. 1982. szeptember 16. |
| 70.  | 21. | A menedék (Asylum)                                              | Robert Douglas     | Larry Brody                                                               | 1975. február 20.                      |
| 71.  | 22. | A labirintus (Labyrinth)                                        | William Hale       | Del Reisman                                                               | 1975. február 27. 1982. október 31.    |
| 72.  | 23. | A magányos kopó (Solitaire)                                     | Seymour Robbie     | D.C. Fontana                                                              | 1975. március 13.                      |

## 4. évad (1975-1976)
| Sor. | Év. | Cím                                                 | Rendező         | Író                                                                          | Premier              |
| ---- | --- | --------------------------------------------------- | --------------- | ---------------------------------------------------------------------------- | -------------------- |
| 73.  | 1.  | Mérgezett por (Poisoned Snow)                       | William Hale    | Paul Savage                                                                  | 1975. szeptember 11. |
| 74.  | 2.  | Az üveg céltábla (The Glass Dart Board)             | Harry Falk      | Sean Baine                                                                   | 1975. szeptember 18. |
| 75.  | 3.  | Nincs hol elbújni (No Place to Hide)                | Virgil W. Vogel | Robert Malcolm Young                                                         | 1975. szeptember 25. |
| 76.  | 4.  | Akiknek meg kell halniuk (Men Will Die)             | William Hale    | Shirl Hendryx                                                                | 1975. október 2.     |
| 77.  | 5.  | A rettegés iskolája (School of Fear)                | William Hale    | Történet: Gordon Basichis és Marcia Hammond Basichis Tévéjáték: Brad Radnitz | 1975. október 9.     |
| 78.  | 6.  | Halálos csend (Deadly Silence)                      | Virgil W. Vogel | John W. Bloch                                                                | 1975. október 16.    |
| 79.  | 7.  | Gyilkosság megbízásból (Murder by Proxy)            | Virgil W. Vogel | Eugene Price                                                                 | 1975. október 23.    |
| 80.  | 8.  | A félelem útja (Trail of Terror)                    | Michael Preece  | Jim Byrnes                                                                   | 1975. október 30.    |
| 81.  | 9.  | Hazugságok hálója (Web of Lies)                     | Virgil W. Vogel | Leonard Kantor                                                               | 1975. november 6.    |
| 82.  | 10. | Egyenes közvetítés (Dead Air)                       | Virgil W. Vogel | Marvin Kupfer                                                                | 1975. november 13.   |
| 83.  | 11. | Halálkereskedők (Merchants of Death)                | Virgil W. Vogel | Joseph Polizzi                                                               | 1975. november 20.   |
| 84.  | 12. | A lopakodó rabló (The Cat's Paw)                    | Virgil W. Vogel | D.C. Fontana                                                                 | 1975. december 4.    |
| 85.  | 13. | Rejtély eladó (Spooks for Sale)                     | Michael Douglas | Albert Ruben                                                                 | 1975. december 11.   |
| 86.  | 14. | Gyilkosságból eminens (Most Likely to Succeed)      | William Hale    | John D. Hess                                                                 | 1975. december 18.   |
| 87.  | 15. | Az önkéntes rendőr (Police Buff)                    | Virgil W. Vogel | Történet: Walter Bloch Tévéjáték: Guerdon Trueblood                          | 1976. január 8.      |
| 88.  | 16. | Tiszteletreméltó hivatás (The Honorable Profession) | Harry Falk      | Paul Robert Coyle                                                            | 1976. január 15.     |
| 89.  | 17. | Rekviem gyilkosságért (Requiem for Murder)          | Harry Falk      | James Johnson Sweeney                                                        | 1976. január 22.     |
| 90.  | 18. | Két világ között (Underground)                      | Paul Stanley    | Történet: Philip Saltzman Tévéjáték: Sean Baine                              | 1976. január 29.     |
| 91.  | 19. | Az ítélet napja (Judgement Day)                     | Virgil W. Vogel | Ron Buck                                                                     | 1976. február 19.    |
| 92.  | 20. | A halál bohóca (Clown of Death)                     | Virgil W. Vogel | Arthur Rowe                                                                  | 1976. február 26.    |
| 93.  | 21. | A szupersztár (Superstar)                           | Virgil W. Vogel | Morton S. Fine                                                               | 1976. március 4.     |
| 94.  | 22. | Belföldön, külföldön (Alien Country)                | Virgil W. Vogel | Larry Brody                                                                  | 1976. március 11.    |
| 95.  | 23. | Szökésben (Runaway)                                 | Harry Falk      | Paul Savage                                                                  | 1976. március 18.    |

## 5. évad (1976-1977)
| Sor. | Év. | Cím                                                       | Rendező         | Író                                                                               | Premier              |
| ---- | --- | --------------------------------------------------------- | --------------- | --------------------------------------------------------------------------------- | -------------------- |
| 96.  | 1.  | Kegyetlen gyilkosok, 1. rész (The Thrill Killers: Part 1) | Virgil W. Vogel | Cliff Gould                                                                       | 1976. szeptember 30. |
| 97.  | 2.  | Kegyetlen gyilkosok, 2. rész (The Thrill Killers: Part 2) | Virgil W. Vogel | Cliff Gould                                                                       | 1976. október 7.     |
| 98.  | 3.  | Élve vagy halva (Dead or Alive)                           | Michael Caffey  | Burton Armus                                                                      | 1976. október 21.    |
| 99.  | 4.  | Kelepcében (The Drop)                                     | Harry Falk      | Történet: Norman Lessing és Robert Malcolm Young Tévéjáték: Norman Lessing        | 1976. október 28.    |
| 100. | 5.  | Nincs bocsánat (No Minor Vices)                           | William Wiard   | Arthur Bernard Lewis                                                              | 1976. november 4.    |
| 101. | 6.  | Az őrület börtöne (In Case of Madness)                    | Barry Shear     | John W. Bloch                                                                     | 1976. november 11.   |
| 102. | 7.  | Míg a halál el nem választ (Til Death Do Us Part)         | William Wiard   | John D.F. Black                                                                   | 1976. november 18.   |
| 103. | 8.  | Kemény lecke (Child of Anger)                             | David Whorf     | Charles Larson                                                                    | 1976. december 2.    |
| 104. | 9.  | A forrófejű (Hot Dog)                                     | Virgil W. Vogel | Guerdon Trueblood                                                                 | 1976. december 9.    |
| 105. | 10. | A rettegés vára (Castle of Fear)                          | Allen Reisner   | James Menzies                                                                     | 1976. december 23.   |
| 106. | 11. | Egy utolsó trükk (One Last Trick)                         | Kenneth Gilbert | Történet: Chris Kazan Tévéjáték: Chris Kazan, Gloria Goldsmith és Jack B. Sowards | 1977. január 6.      |
| 107. | 12. | Monkey visszatér (Monkey Is Back)                         | Richard Lang    | Sean Baine                                                                        | 1977. január 13.     |
| 108. | 13. | Kannibálok (The Cannibals)                                | Walter Grauman  | Glen Olson és Rod Baker                                                           | 1977. január 20.     |
| 109. | 14. | Ki ölte meg Helen Frenchet? (Who Killed Helen French?)    | Allen Reisner   | Robert W. Lenski                                                                  | 1977. február 3.     |
| 110. | 15. | Jó zsaru, de... (A Good Cop... But)                       | Harry Falk      | Charles Larson                                                                    | 1977. február 10.    |
| 111. | 16. | Kemény menet (Hang Tough)                                 | William Hale    | Norman Lessing                                                                    | 1977. február 17.    |
| 112. | 17. | Az ártatlanság vége (Innocent No More)                    | Kenneth Gilbert | William Robert Yates                                                              | 1977. február 24.    |
| 113. | 18. | Volt egyszer egy bűnöző (Once a Con)                      | Richard Lang    | Történet: Robert Dellinger Tévéjáték: Robert Dellinger és Michael Seims           | 1977. március 3.     |
| 114. | 19. | Intermezzo (Interlude)                                    | Harry Falk      | Larry Alexander                                                                   | 1977. április 28.    |
| 115. | 20. | Halálfogás (Dead Lift)                                    | Michael Preece  | Larry Brody                                                                       | 1977. május 5.       |
| 116. | 21. | Összeomlás (Breakup)                                      | Harry Falk      | Anthony Lawrence                                                                  | 1977. május 12.      |
| 117. | 22. | Mintha idegenek volnánk (Let's Pretend We're Strangers)   | Walter Grauman  | Carol Saraceno                                                                    | 1977. május 19.      |
| 118. | 23. | Lépéselőny (Time Out)                                     | Kenneth Gilbert | Robert Heverly                                                                    | 1977. június 2.      |
| 119. | 24. | A nyakörv (The Canine Collar)                             | Harry Falk      | Robert Malcolm Young                                                              | 1977. június 9.      |

## Tv film (1992)
| Sor. | Év. | Cím                                                                 | Rendező    | Író           | Premier          |
| ---- | --- | ------------------------------------------------------------------- | ---------- | ------------- | ---------------- |
| 1.   | 1.  | Vissza San Francisco utcáira (Back to the Streets of San Francisco) | Mel Damski | William Yates | 1992. január 27. |

## Epizódlista az MTV eredeti vetítésében
Magyarországon az MTV1 a első-három évad 72 epizódjából csak 32 részt vetített le. Ezt a részt 32. epizódként vetítette, változó rendszerességgel és az eredeti amerikaitól eltérő sorrendben.
| Sorszám | Évad | Epizód | Magyar cím                 | Eredeti cím                    | MTV vetítés                                                       |
| ------- | ---- | ------ | -------------------------- | ------------------------------ | ----------------------------------------------------------------- |
| 1.      | 1    | 11     | A golyó                    | The Bullet                     | 1978. december 26.                                                |
| 2.      | 1    | 1      | A harminc évi szolgálatért | The Thirty Year Pin            | 1979. április 7.                                                  |
| 3.      | 1    | 9      | A szirének                 | The Takers                     | 1979. október 7.                                                  |
| 4.      | 1    | 3      | 45 percnyire hazulról      | 45 Minutes from Home           | 1980. január 24.                                                  |
| 5.      | 1    | 8      | Az emberáradatban          | In the Midst of Strangers      | 1980. február 2.                                                  |
| 6.      | 1    | 16     | A csapda                   | The Set-up                     | 1980. április 13.                                                 |
| 7.      | 2    | 4      | Mielőtt meghalok           | Before I Die                   | 1980. június 1.                                                   |
| 8.      | 1    | 18     | Szoba remek kilátással     | A Room With a View             | 1980. december 11.                                                |
| 9.      | 2    | 20     | A lángoló pokol            | Inferno                        | 1981. április 8.                                                  |
| 10.     | 1    | 5      | Az öröklét tornya          | Tower Beyond Tragedy           | 1981. juniús 27.                                                  |
| 11.     | 1    | 12     | A keserű bor               | Bitter Wine                    | 1981. július 8.                                                   |
| 12.     | 2    | 6      | A halál bélyege            | The Stamp of Death             | 1981. szeptember 1. (1. változat) 1991. október 10. (2. változat) |
| 13.     | 2    | 5      | Menekülés haza             | Going Home                     | 1981. október 31.                                                 |
| 14.     | 1    | 14     | Halálőrség                 | Deathwatch                     | 1981. december 6.                                                 |
| 15.     | 2    | 7      | Hárem                      | Harem                          | 1982. március 7.                                                  |
| 16.     | 3    | 2      | A leghalálosabb fajták     | The Most Deadly Species        | 1982. április 12.                                                 |
| 17.     | 1    | 17     | A gyűjtemény               | A Collection of Eagles         | 1982. május 27.                                                   |
| 18.     | 3    | 1      | Az utolsó lövés            | One Last Shot                  | 1982. június 8.                                                   |
| 19.     | 3    | 13     | A gyöngyháznyelű pisztoly  | The Twenty-Five Caliber Plague | 1982. június 24.                                                  |
| 20.     | 2    | 2      | Elárulva                   | Betrayed                       | 1982. július 13.                                                  |
| 21.     | 3    | 17     | A végjáték                 | Endgame                        | 1982. szeptember 5.                                               |
| 22.     | 3    | 20     | A rettegés folyója         | River of Fear                  | 1982. szeptember 16.                                              |
| 23.     | 3    | 16     | Levelek a sírból           | Letters from the Grave         | 1982. november 25.                                                |
| 24.     | 3    | 22     | A labirintus               | Labyrinth                      | 1982. október 31.                                                 |
| 25.     | 1    | 23     | Albatrosz                  | The Albatross                  | 1990. december 3.                                                 |
| 26.     | 1    | 20     | A kígyó nyomában           | Trail of the Serpent           | 1991. január 7.                                                   |
| 27.     | 1    | 26     | Elesettek légiója          | Legion of the Lost             | 1991. február 4.                                                  |
| 28.     | 3    | 8      | A rettegés órái            | Flags of Terror                | 1991. március 4.                                                  |
| 29.     | 1    | 25     | Az Egyszarvú               | The Unicorn                    | 1991. június 12.                                                  |
| 30.     | 2    | 22     | Fenegyerekek               | Rampage                        | 1991. július 15.                                                  |
| 31.     | 1    | 10     | Sáskajárás                 | The Year of the Locusts        | 1991. augusztus 12.                                               |
| 32.     | 2    | 10     | A jelvény becsülete        | Shield of Honor                | 1991. szeptember 4.                                               |